# Accumoli
Accumoli ist eine Gemeinde in der Provinz Rieti in der italienischen Region Latium mit 516 Einwohnern (Stand 31. Dezember 2023). Sie liegt 142 Kilometer nordöstlich von Rom und 68 Kilometer nordöstlich von Rieti.

## Geographie
Accumoli liegt im oberen Tal des Tronto, an der Via Salaria am Fuß der Monti della Laga. Es ist die nördlichste Gemeinde der Provinz Rieti. Das Gemeindegebiet gehört zum Nationalpark Gran Sasso und Monti della Laga.
Accumoli ist Mitglied der Comunità Montana del Velino.
Zur Gemeinde gehören die Ortsteile Cassino, Casaventre, Colleposta, Collespada, Fonte del Campo, Grisciano, Illica, Libertino, Macchia, Poggio Casoli, Poggio D’Api, Roccasalli, San Giovanni, Terracino und Villanova.
Die Nachbarorte sind Amatrice, Arquata del Tronto (AP), Cittareale, Norcia (PG), Valle Castellana (TE).
Das Gemeindegebiet von Accumoli wird von der Via Salaria SS 4, die von Rom über Ascoli Piceno an die Adriaküste bei Porto d’Ascoli führt, durchzogen.

## Geschichte
Accumoli ist Nachfolgerin des antiken Ortes Summata. Es wurde um das Jahr 1210 gegründet. Der Ort gehörte wie Amatrice zum Gebiet von Margaretha von Österreich. Ihr folgten die Medici im Jahre 1643. In der bourbonischen Epoche erhielt es den Stadttitel und gehörte bis 1860 zum Königreich Beider Sizilien. 1927 kam es von der Provinz L’Aquila zur Provinz Rieti und damit zur Region Latium.
Am 24. August 2016 (wie schon einmal 1639) wurde das Dorf von einem Erdbeben, dessen Epizentrum hier lag, fast ganz zerstört. Es gab Tote und Verletzte.

## Bevölkerungsentwicklung
| Jahr      | 1861 | 1881 | 1901 | 1921 | 1936 | 1951 | 1971 | 1991 | 2001 |
| --------- | ---- | ---- | ---- | ---- | ---- | ---- | ---- | ---- | ---- |
| Einwohner | 2658 | 2884 | 2776 | 2879 | 2359 | 2239 | 1243 | 758  | 724  |

Quelle: ISTAT

## Politik
Ing. Mauro Tolomei (Lista Civica: Progetto Accumoli) wurde am 10. Juni 2024 zum Bürgermeister gewählt.

## Sehenswürdigkeiten
- Palazzo del Podestà
- Stadtturm (Torre civica, 12. Jahrhundert, beim Erdbeben 2016 schwer beschädigt)
- Palazzo del Guasto (14. Jahrhundert)
- Palazzo Marini
- Palazzo Capello (fünfstöckiges Gebäude aus dem 17. Jahrhundert, später Kaserne)

## Kulinarische Spezialitäten
Aus dem Ortsteil Grisciano stammt die Pasta alla gricia, die Grundform der Bucatini all’amatriciana, die im Gegensatz zur Amatriciana ohne Tomaten hergestellt wird.